# Salvatore da Horta
Salvatore da Horta (Santa Coloma de Farners, dicembre 1520 – Cagliari, 18 marzo 1567) è stato un laico professo dell'ordine dei Frati Minori Osservanti, venerato come santo dalla Chiesa cattolica, che ne celebra la memoria liturgica il 18 marzo.

## Biografia

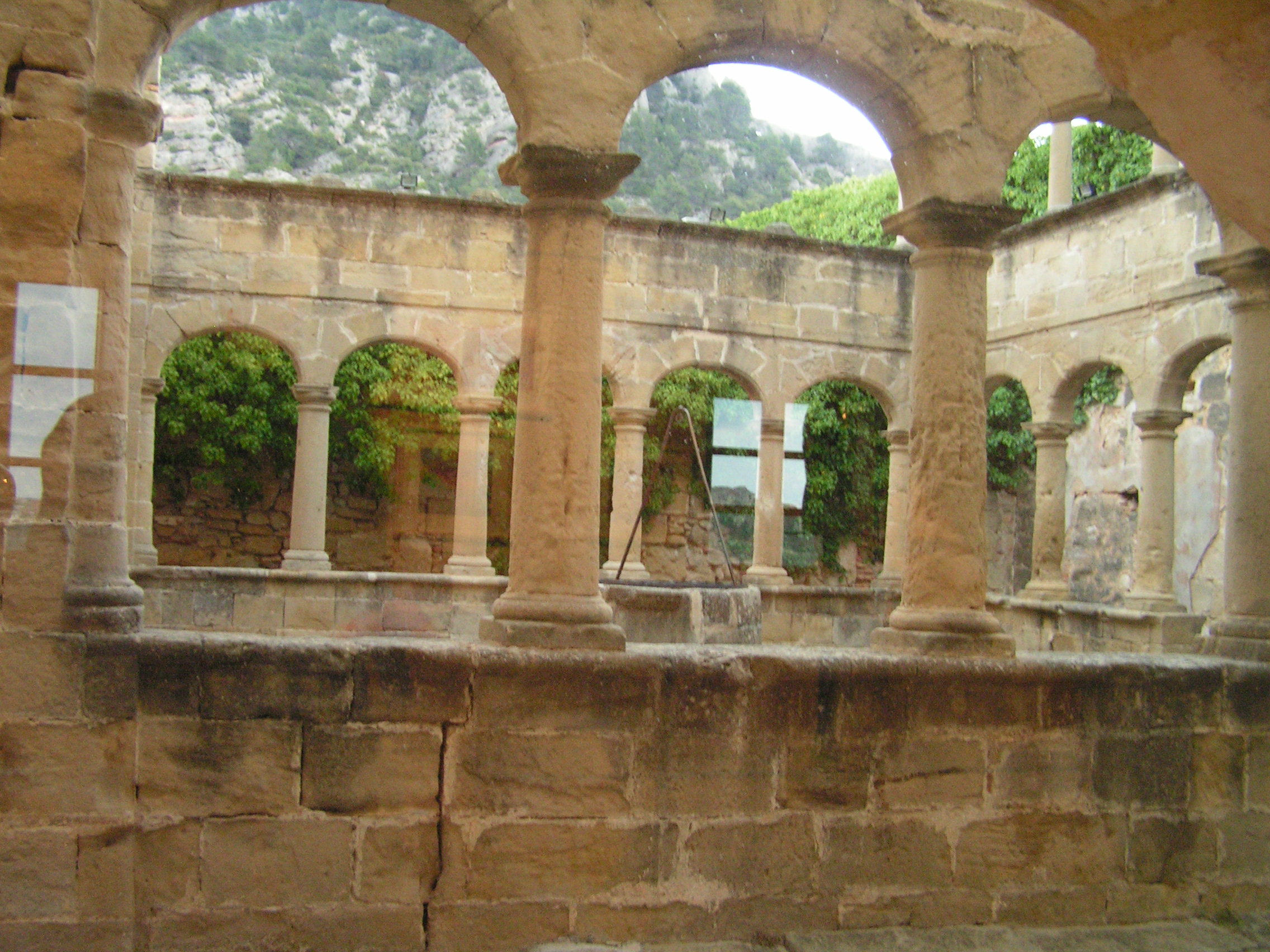
Chiostro del convento francescano di Horta de Sant Joan, dove san Salvatore visse 12 anni

Salvatore nacque nel dicembre 1520 a Santa Coloma de Farnés nella Catalogna (Spagna). I genitori, di cui si conosce solo il cognome (Grionesos), lavoravano assistendo gli ammalati del piccolo ospedale della zona e di cui, in seguito, ebbero la direzione.
Rimasto orfano, giovanissimo, di ambedue i genitori, si trasferì a Barcellona dove lavorò come calzolaio per sostenere se stesso e la sorella minore Blasia. Dopo il matrimonio della sorella, Salvatore poté, in piena libertà, scegliere la vita religiosa da sempre desiderata. 
Lasciata Barcellona andò nella famosa abbazia benedettina di Montserrat per un periodo di prova, ma la sua vocazione di umiltà e povertà si concretizzò dopo l’incontro con i francescani, entrando il 3 maggio 1541 nel loro convento di Barcellona.

Professione di fede e continui spostamenti
Si distinse subito per l'umiltà, il servizio instacabile per i fratelli e l'incessante preghiera. Dopo la professione religiosa, emessa nel maggio del 1542, fu trasferito al convento di Santa Maria del Gesù di Tortosa, dove svolse le mansioni di cuoco, portinaio e questuante. Ben presto, iniziarono le vicissitudini.
Le cure che donava durante i suoi giri per la questua lo resero noto all'intera popolazione della città, tanto che, ogni giorno, numerosi fedeli si radunavano nei pressi del convento per chiedere la sua intercessione. 
Rifiutando testardamente di riconoscere i doni di cui lo Spirito Santo lo aveva dotato e ritenendolo, piuttosto, un indemoniato perturbatore della quiete che doveva caratterizzare la vita conventuale, i superiori lo costrinsero a spostarsi, sotto falso nome (frate Alfonso), in altre località. Salvatore fu trasferito al convento di Bellpuig e, verso il 1559, ad Horta, nella provincia di Tarragona in Catalogna, dove restò per quasi 12 anni. 
Alcune cronache dell'epoca raccontano che, una volta, un amico lo mise in guardia dal pericolo della vanagloria, ma Salvatore rispose: «Non sono che un sacco di paglia, il cui valore rimane lo stesso sia che si trovi nell'attico, nelle fondamenta o nella stalla!».

Le maldicenze e l'Inquisizione spagnola
Dopo quasi 12 anni di permanenza a Horta, Salvatore fu nuovamente spostato in un altro convento, a Reus, dove lo attendevano ulteriori persecuzioni e un altro allontanamento a Barcellona. Fu persino denunciato all'Inquisizione spagnola, ma il processo si risolse a suo favore.
Per quanto fosse diventato assai famoso e molte persone, nobili o del popolo, si recassero in vista da lui dalla Spagna, dal Portogallo e dalla Francia, Salvatore restò una persona molto umile: continuò a camminare scalzo, a pregare, a svolgere i lavori più umili e a digiunare rigorosamente. Era devoto parti-colarmente alla Madonna degli Angeli e a San Paolo, che gli sarebbe apparso in diverse occasioni e sicuramente sul letto di morte.

Il ritiro a Cagliari e la morte
Ultima tappa del suo doloroso calvario itinerante fu il convento di Santa Maria di Gesù a Cagliari in Sardegna, dove giunse nel novembre del 1565, trovando finalmente un’oasi di pace. Tuttavia, anche qui si manifestarono i fatti straordinari che l’avevano accompagnato sin dai primordi della sua professione religiosa, procurandogli dolori, sofferenze e incomprensioni.
Colpito da una violenta malattia, fra’ Salvatore morì il 18 marzo 1567 a Cagliari, che, ancora oggi, ne venera le reliquie nella Chiesa di Santa Rosalia.
Il corpo del Santo è custodito in una preziosa urna di bronzo dorato, arricchita da pregiati cristalli, sotto la mensa dell’altare maggiore, al centro del presbiterio, attorniata da quattro angeli oranti in marmo bianco.

## Culto
Fra' Salvatore da Horta venne proclamato beato, su richiesta di Filippo III di Spagna, il 15 febbraio 1606 da papa Paolo V. Il 17 aprile 1938 venne canonizzato da Pio XI. Le reliquie del santo furono inizialmente conservate nel convento di Santa Maria di Gesù, luogo della sua morte. Nel 1607 venne trafugato il cuore e portato nel convento francescano di San Pietro di Silki a Sassari dove si conserva incorrotto. 
Nel 1718, in seguito alla demolizione di Santa Maria di Gesù, le spoglie del santo vennero trasferite prima nella chiesa di San Mauro a Villanova (in cui è ancora conservata una reliquia e l'arca in pietra che ne conteneva il corpo) e da qui, nel 1758, nella chiesa di Santa Rosalia nella Marina. Santa Rosalia è il principale santuario di San Salvatore, dove il suo corpo è esposto, all'interno di una teca in vetro posta sotto la mensa dell'altare maggiore, alla venerazione dei fedeli.
Un santuario dedicato al santo sorge anche nel Comune di Orta di Atella, in provincia di Caserta.

La devozione in Puglia, a Molfetta
La devozione al Santo si è diffusa anche a Molfetta, Comune della Città Metropolitana di Bari, in Puglia. Oggi, infatti, è ancora molto attivia l'Associazione San Salvatore da Horta nella Parrocchia San Bernardino. Il culto del “Beato” Salvatore da Horta doveva essere vivo e presente già nel '600 a Molfetta perché, come testimoniato dall’Archivio Storico dell’Ospedale Civile di Molfetta, durante la seconda metà del secolo gli fu dedicato un altare (di patronato della famiglia Magnocaballo), sormontato da un dipinto che ritrae il Taumaturgo nella sua particolare iconografia. Con l’allontanamento dei Frati Minori Osservanti dal Convento, si perse nel tempo non solo l’identità del dipinto, ma anche il culto del Santo spagnolo.
Soltanto alla fine degli anni '30 del ‘900, i superiori e i chierici dello studentato dei Francescani Minori del Santuario della Madonna dei Martiri, in visita alla chiesa, riscoprirono che il dipinto rappresentava San Salvatore da Horta, da poco annoverato tra i Santi della Chiesa (1938). Allo stesso tempo, la venerazione per San Salvatore si era diffusa presso le famiglie dei pescatori e dei marittimi molfettesi che allacciarono relazioni con i Frati Francescani di Cagliari e si abbonarono al bollettino «San Salvatore da Horta» edito dal Santuario, mentre nelle case venivano eretti altarini con immagini del Santo.
Come riportato nel libro «La parrocchia di san Bernardino. Tra storia e cronaca» (del 1987, a cura di Mons. Luigi Michele de Palma), le notizie degli anni ’30 sono state apprese dalla viva voce di Grazia Messina in Meuina che, in seguito, sarebbe diventata la prima presidente dell'Associazione. 
Nel 1946 il rettore della Chiesa di San Bernardino, il canonico Giulio Binetti, riunendo le famiglie devote all'ormai Santo, ne diffuse il culto a Molfetta come devozione popolare e, durante i quindici anni successivi, ogni mercoledì, numerosi fedeli parteciparono ai momenti comunitari di preghiera. In questo periodo la chiesa ricevette diversi doni, in particolare paramenti e oggetti sacri, oltre alla statua in cartapesta, donata nel 1951 dai fratelli De Dato e realizzata dall'artista barese Salvatore Bruno.
Con l'erezione a parrocchia della Chiesa di San Bernardino, si sentì il bisogno di dare un assetto giuridico a questo movimento di spiritualità e il 18 agosto 1962, con bolla vescovile, fu approvata dal Vescovo Mons. Achille Salvucci la «Pia Associazione di S. Salvatore da Horta» con il relativo regolamento. Fu subito costituito il Consiglio di Associazione composto dalla Presidente Grazia Mezzina, coadiuvata dalla tesoriera Elisabetta Valente e dalle zelatrici Lucia Capurso, Corrada Crocetta, Grazia De Dato, Margherita de Palma, Dora Mencar e Teresa Sciancalepore.
Si diede alle stampe un opuscolo da consegnare ai soci al momento dell'aggregazione all'Associazione, che si apriva con le note storiche sul culto del Santo e con l'esortazione del direttore-parroco, don Francesco Gadaleta, ai nuovi soci a vivere con coerenza la vita cristiana. Durante i Nove Mercoledì dell'anno 1963 i fedeli furono preparati a comprendere il valore dell’appartenenza alla Pia Associazione e, nel giorno della festa liturgica di San Salvatore, il 18 marzo 1963, durante una solenne celebrazione liturgica, 104 fedeli aderirono alla Pia Associazione.
L'Associazione continuò a essere attiva e viva fino agli anni '90, quando, con l'avanzare della secolarizzazione nella società e la perdita di alcuni soci, registrò non solo un calo di iscritti, ma soprattutto una progressiva rarefazione dell'affezione devozionale. Tra il 2004 e il 2005, l'allora parroco, don Michele Amorosini, nel tentativo di evitare la chiusura dell'Associazione, l'affidò alle cure di nuovi amministratori con risultati positivi. Durante il parrocato di don Pasquale Rubini, l'Associazione si è dotata di un nuovo Statuto più aderente alle mutate situazioni, approvato il 25 dicembre 2013 dal Vescovo, Mons. Luigi Martella.

## Filmografia
- Miniserie «San Salvatore da Horta, modello di vita cristiana» (2024)
- Video «San Salvatore da Horta: vità, virtù e miracoli» (2021)